# George Armstrong Custer
George Armstrong Custer, född 5 december 1839 i New Rumley i Harrison County, Ohio, död 25 juni 1876 vid Little Bighorn, Montana, var en amerikansk kavalleriofficer.

## Inbördeskriget
Under inbördeskriget deltog Custer i alla slag för Nordstatsarmén, utom ett, vilka utkämpades på Virginiafronten, från första slaget vid Bull Run 1861 till Slaget vid Appomattox Court House 1865. Han tjänstgjorde som stabsofficer med slutligen kaptens grad innan han konstituerades till brigadgeneral och utnämndes till chef för Michiganbrigaden 1863, som han ledde under Gettysburgfälttåget. Året därpå blev han chef för 3. kavallerifördelningen. Han var en av unionsarméns mest framstående kavallerichefer, men saknade förmåga att föra högre förband med styrkor från olika truppslag.
Custer blev konstituerad till generalmajor, men när den amerikanska armén efter kriget återgick till sina fredstida stater, blev han kapten i den reguljära armén för att kunna kvarstå i aktiv tjänst. Ett förslag att befordra honom till generalmajor förkastades av kongressen 1866. Samma år erbjöds han befälet över 10:e kavalleriet och överstes grad men avböjde. Det finns de som hävdar att det var för att han inte ville föra befäl över färgade soldater (USA:s armé tillämpade rassegregering av underofficerare och manskap i "enfärgade" truppenheter till 1948; 10:e kavalleriet var svart). Det troliga är att han valde att acceptera den lägre tjänsten som överstelöjtnant i 7:e kavalleriet, stationerat vid Fort Abraham Lincoln i Dakotaterritoriet istället för 10:e kavalleriet (10th Tennesse, inte att förväxla med 10th East Tennessee Cavalry Regiment), eftersom detta var satt på garnisonstjänst i väntan på upplösning, vilken var planerad redan i augusti 1865. Detta tilltalade inte Custer, även om det skulle kunnat ge honom ett nytt befäl och befordran.

## Indiankrigen

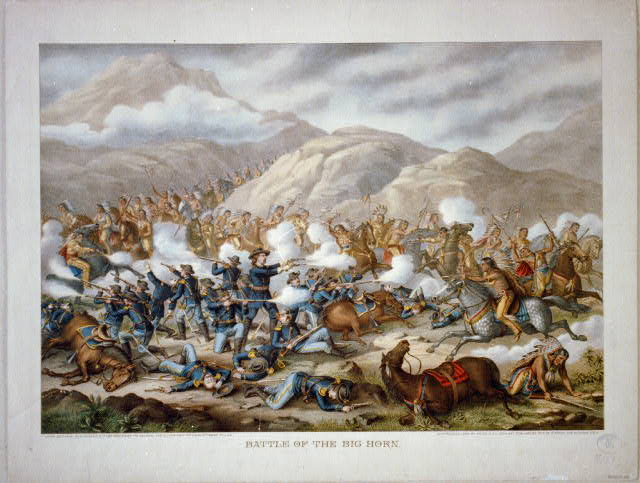
Custers sista strid.

Custer stupade i det legendariska slaget vid Little Bighorn mot Sitting Bulls koalition av indiankrigare, bestående av sioux- och cheyenneindianer. Siouxindianerna leddes av sin hövding Crazy Horse. Custer och samtliga hans 225 soldater i 7:e kavalleriet dödades, däribland två av Custers bröder, en systerson och en svåger.
Nederlaget berodde på att Custer gick till attack utan att vänta på förstärkningstrupper. Custer hade tidigare stått inför krigsrätt för att utan lov ha lämnat sitt fort för att besöka sin fru.

## Bildgalleri

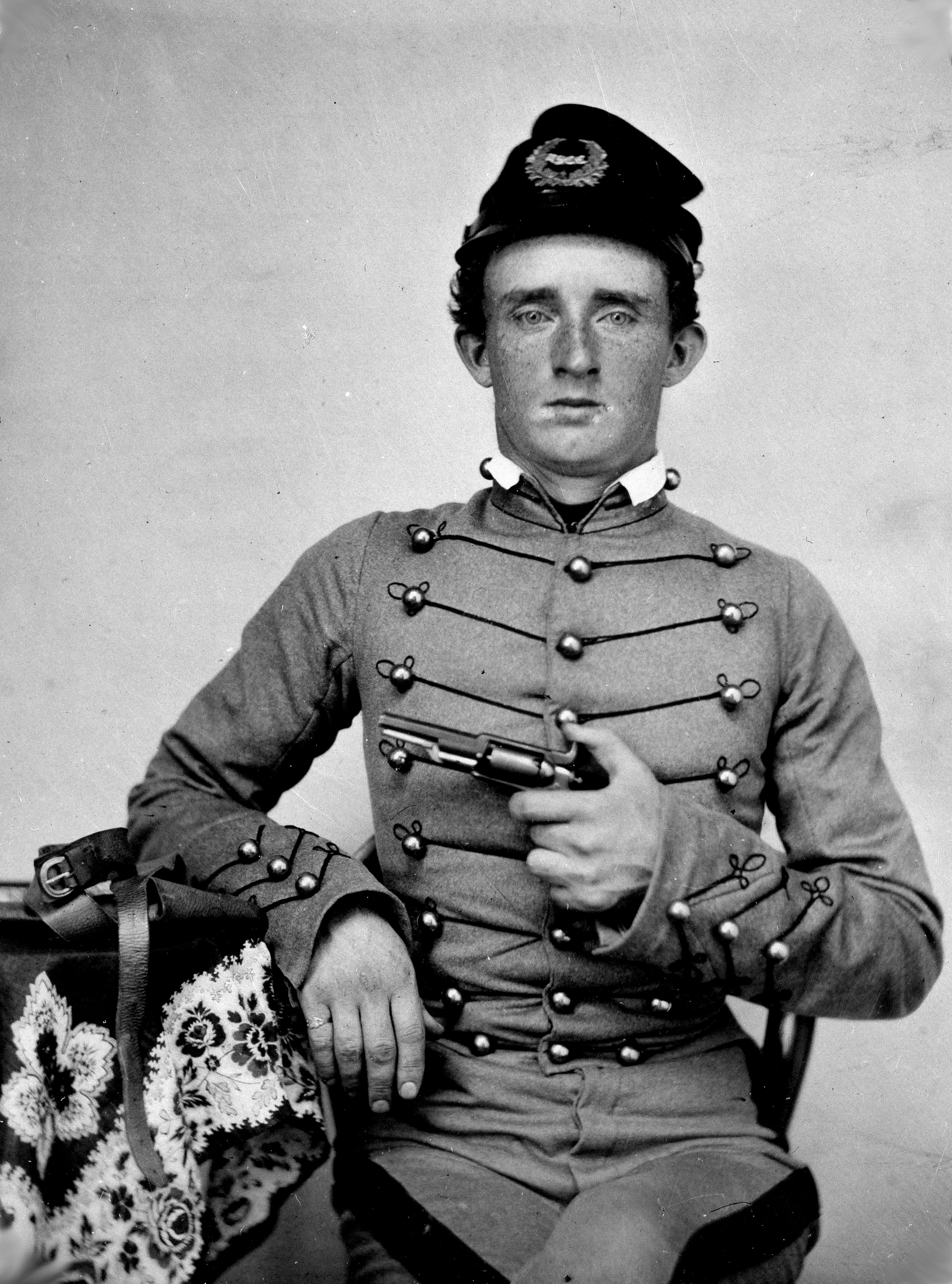
Custer som kadett vid West Point.
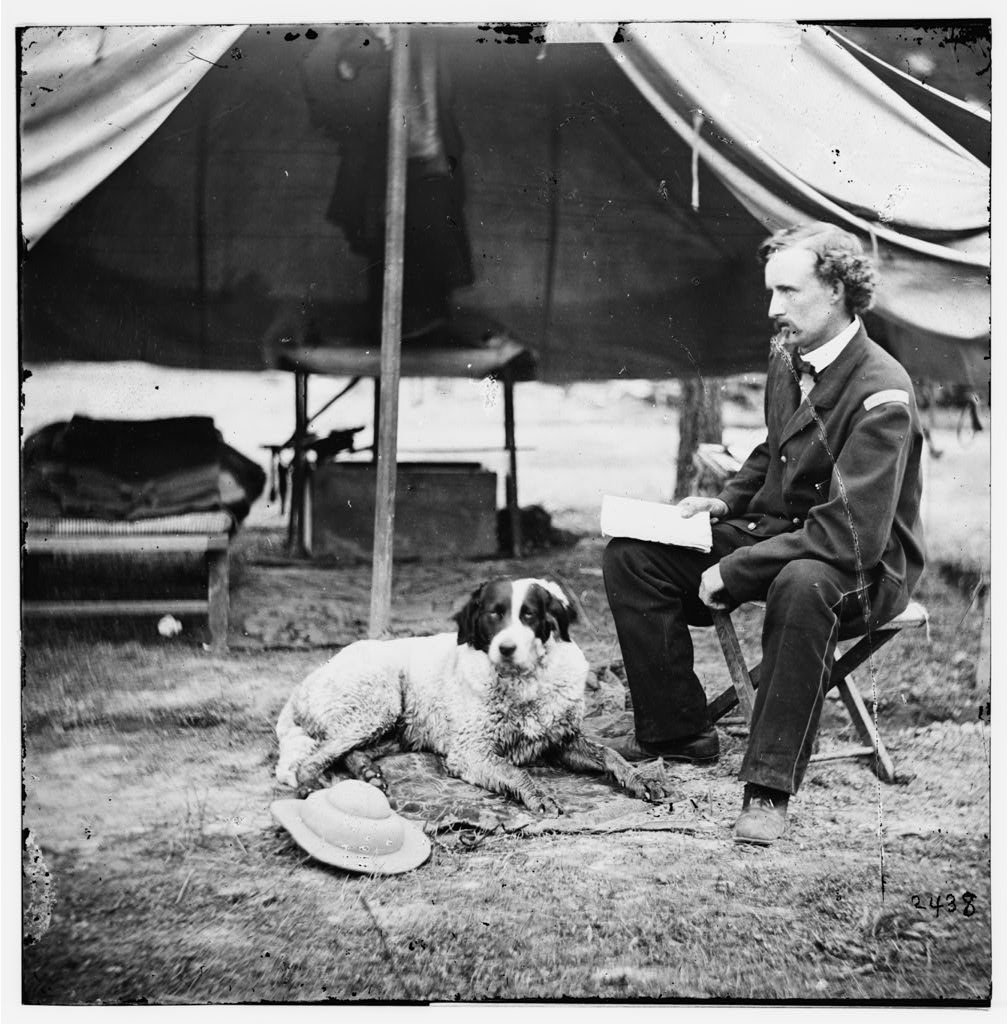
Custer som löjtnant 1862.
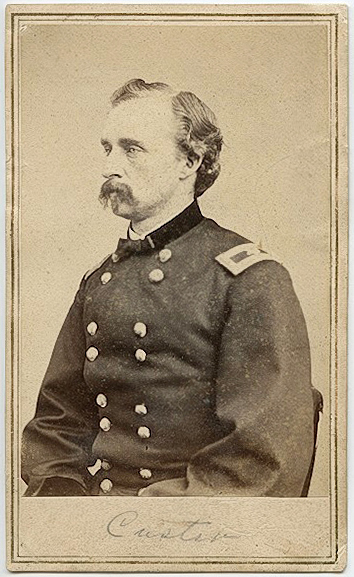
Custer som brigadgeneral 1864.
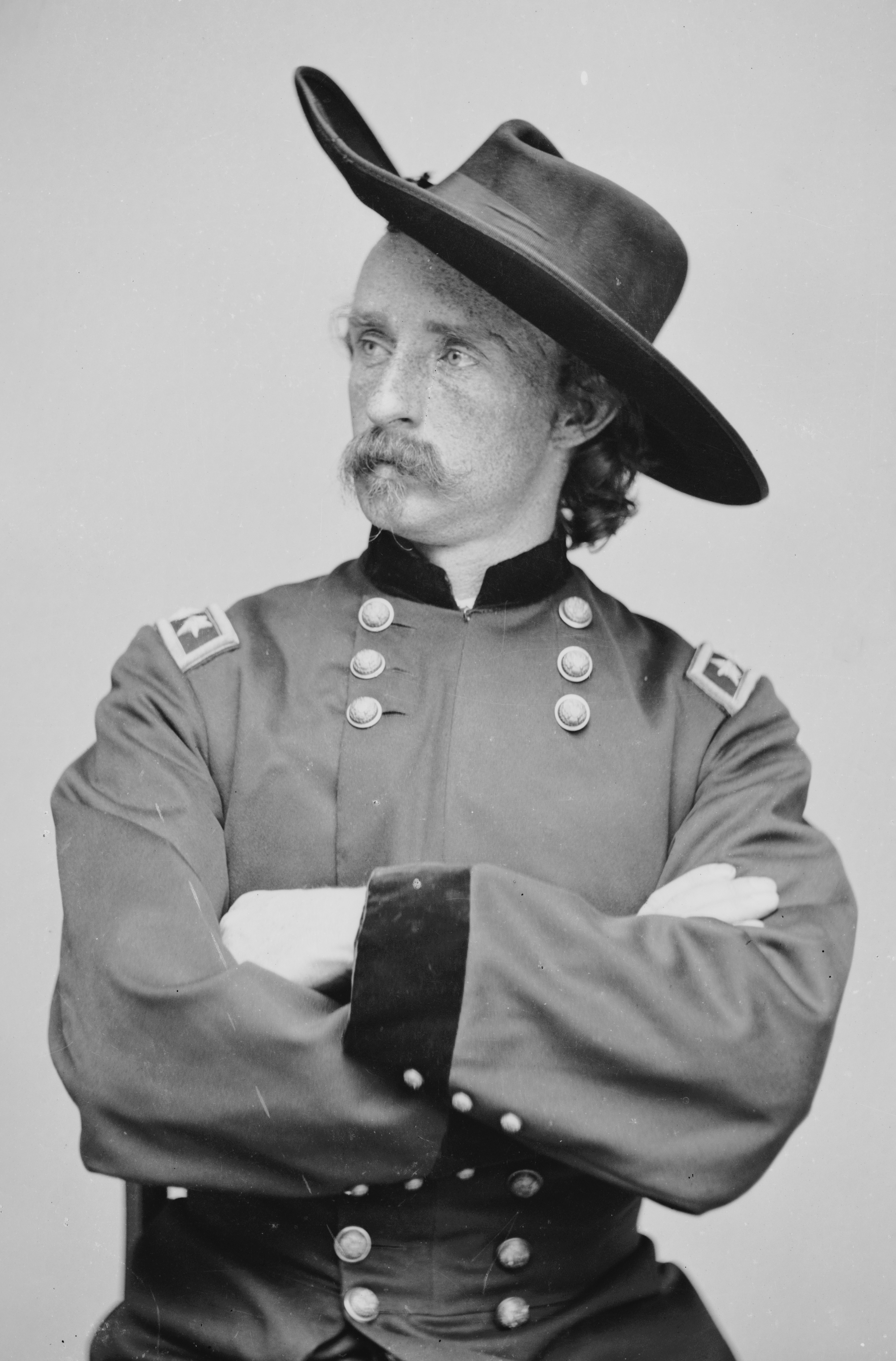
Custer som generalmajor 1865.
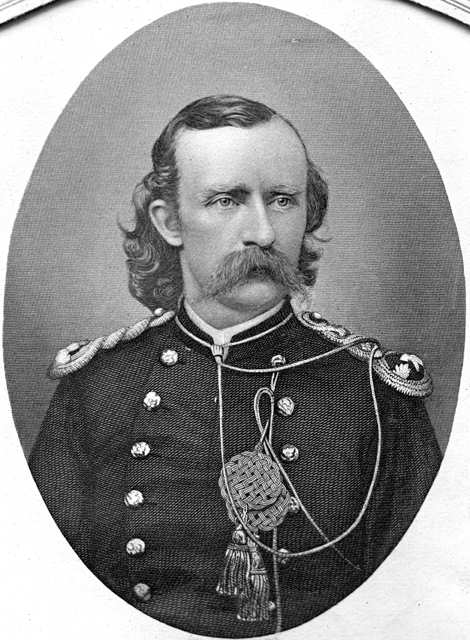
Custer som överstelöjtnant 1873.